# Mossèn Azà
Mossèn Azà (Azam o Asam o Assam) (Tàrrega, segle xv - ? ?), fou un poeta català en llengua llatina.

## Biografia[1]
Gairebé res se'n sap de la seva vida, tret del que el mateix autor diu en la traducció castellana de la seva obra poètica: 
e si quieres saber mi nombre abierto / Sepas que Mossén Azán me llaman, por cierto / Vecino de Tárrega, un pequeño lugar / Es de muy nobles gentes e homes de prestar.

## Obres
- Hexameron sacrum seu de opere sex dierum.